# ムーデン (カバ)
ムーデン（タイ語: หมูเด้ง, RTGS: mu deng）は、タイ王国・チョンブリー県シーラーチャー郡のカオキアオ動物園で飼育されているメスのコビトカバである。ムーデンはインターネットミームとして、オンライン上で流行した。

## 来歴
2024年7月10日に、ヨナ（タイ語: โยนาห์）とトニー（タイ語: โทนี่）を両親として誕生した。ムーデンは、この2頭が生む7頭目の子どもである。「ムーデン」の名前は投票によって決まったものであり、20,000票以上を獲得した。この名前は直訳すると「弾力のある豚」という意味であり、タイ料理における豚肉のつみれを意味する。ムーデンのきょうだいの名前としては、ムートゥン（タイ語: หมูตุ๋น、「煮豚」の意味）、ムーワーン（タイ語: หมูหวาน、「甘い豚」の意味）などがある。

### インターネットミームとして
カオキアオ動物園は、Facebookの公式サイトに自園で飼育するコビトカバの写真を投稿しており、ムーデンは急速に人気を集めることとなった。ムーデンは他のカバと比べて遊び好きで、活動的であった。オンライン上での人気を背景として、動物園は、ムーデンをデザインした衣服などの商品を発売することを発表した。動物園以外の事業者もムーデンをもととした商品をつくるようになり、たとえばケーキ店の Vetmon Cafe は、ムーデンを写実的に真似たケーキを作成した。化粧品・香水メーカーのセフォラは、自社のチークの広告にムーデンを活用した。また、多くのユーザーがムーデンのファンアートを描いた。
『BBC』の9月の報道によれば、ムーデンを見ようとする観客が押し寄せたため、カオキアオ動物園の1日あたり入場者数は7月以来倍増したという。一部のマナーの悪い来場者は、ムーデンに水をかけたり、ものを投げつけたりしたという。動物園はこうした客への対策として、ムーデンのいる柵の周囲に監視カメラをつけた。また、動物園のナロンウィット・チョートチャイ（タイ語: ณรงค์วิทย์ โชติชัย）園長は、ムーデンにこうした嫌がらせをするものに対しては、法的措置をとると警告した。ムーデンの人気にともない動物園に通じる道路では渋滞がおこるようになった。動物園は園内外の混雑に対処するため、一回あたりの入場者数を30人から50人としたうえで、ムーデンの柵にとどまれる時間を5分に制限する対処をとった。チョートチャイ園長は9月、動物園の資金調達のため、ムーデンの版権取得および商標登録の準備をはじめたと報告した。 